# IC 1243
IC 1243 bezeichnet im Index-Katalog mehrere scheinbar dicht beieinander liegende Sterne im Sternbild Ophiuchus. Der Katalogeintrag geht auf eine Beobachtung des Astronomen Lewis Swift am 15. Mai 1890 zurück.